# San Pedro (Nuevo México)
San Pedro es un lugar designado por el censo ubicado en el condado de Santa Fe en el estado estadounidense de Nuevo México. En el Censo de 2010 tenía una población de 184 habitantes y una densidad poblacional de 7,28 personas por km².

## Geografía
San Pedro se encuentra ubicado en las coordenadas 35°13′41″N 106°11′5″O / 35.22806, -106.18472. Según la Oficina del Censo de los Estados Unidos, San Pedro tiene una superficie total de 25.29 km², de la cual 25.29 km² corresponden a tierra firme y (0%) 0 km² es agua.

## Demografía
Según el censo de 2010, había 184 personas residiendo en San Pedro. La densidad de población era de 7,28 hab./km². De los 184 habitantes, San Pedro estaba compuesto por el 90.76% blancos, el 1.63% eran afroamericanos, el 0.54% eran amerindios, el 1.63% eran asiáticos, el 0% eran isleños del Pacífico, el 3.8% eran de otras razas y el 1.63% pertenecían a dos o más razas. Del total de la población el 8.7% eran hispanos o latinos de cualquier raza.